# Michael Donovan
Michael David Donovan (Vancouver, Columbia Británica, 6 de junio de 1953) es un actor de doblaje y director que ha prestado su voz para numerosas series de televisión y series de anime. Es conocido por su voz en la serie Conan the Adventurer, en la que doblaba al personaje principal Conan. También es conocido por su trabajo en Reboot, donde prestó su voz para los personajes de Phong, Mike, Cecil y AI.
Michael Donovan también ha proporcionado la voz de Lobo Bronski para Exosquad, Sabretooth para X-Men: Evolution, Grey Hulk para The Incredible Hulk and She-Hulk, y Carnage para Spiderman Unlimited. También puso su voz para el perro Spike y Droopy en la exitosa serie de WB Tom & Jerry Tales. También tuvo el papel de Ryoga Hibiki en la serie Ranma ½, Suikotsu en Inuyasha, así mismo contribuyó con su voz en Ronin Warriors doblando a Cye of Torrent y Sage of Halo.
También ha dirigido muchas serie animadas y largometrajes. Actualmente vive en Los Ángeles, California.

## Papeles

### Animación
- The Bots Master – GeneSix, Cook
- Sonic Underground – Voces de personajes invitados

### Acción en directo
- Star Wars: El despertar de la fuerza – personajes adicionales (la voz única)

### Anime
- Bola de Dragón – Maestro Roshi
- Bola de Dragón: La maldición de los rubíes de sangre: Master Roshi.
- Dragon Warrior - Adonis
- Fate/Zero @– Zouken Mato, Glen Mckenzie
- Gundam SEMILLA Destiny @– Joachim Ruddle
- Harmagedon @– Asanshi
- InuYasha @– Suikotsu
- Hospital☆mágico! - Dr. Kory Bodily
- Maravilla Anime: Hombre de Hierro @– Varias voces
- ŌEstrella de prohibición-Racers @– Aikka instructor de esgrima, voces adicionales
- Ranma 1/2 @– Ryoga Hibiki, Jusenkyo Guía (Estaciones 6-7)
- Guerreros Ronin @– Cye Mouri, Fecha de Salvia
- Transformadores: Cybertron @– Jefe de Suciedad, Crosswise, Primus

### Videojuegos
- Cabela Peligroso Caza 2011 @– Announcer, Hiker, Científico[1]
- Coches 2 @– voces Adicionales
- América de capitán: Super Soldado @– Hierro Cross, voces adicionales
- Mazmorras y Dragones Maestro de Mazmorra En línea, varios otros
- Fantasía final XIII-2 @– carácter Principal
- Hulk @– Gris Hulk
- Guerras de gremio 2 @– Malyck
- El Increíble Hulk: Destrucción Definitiva @– Gris Hulk
- Mal residente Adam de 6 Presidentes Benford[2]
- Skylanders: SuperChargers @– Voces adicionales[3]
- Skylanders: Equipo de trampa @– voces Adicionales[4]
- Los Rollos Grandes V: Skyrim @– Kodlak Whitemane, Malacath
- Warhammer @– Varias voces
- Mundo de Warcraft - Varias voces

## Dirigiendo y lanzando créditos
- Lego Guerras de estrella: El Freemaker Aventuras - Disney / Lucasfilm / WilFilm
- Lego Nexo Caballeros - Lego / M2
- Lego Elfos - Lego / JaFilm
- Lego Guerras de estrella - Lego / WilFilm
- Lego Amigos - Lego / M2
- Lego Ninjago: Maestros de Spinjitzu @– Lego/WilFilm
- Hydee Y el Hytops: La Película @– SD Diversión, Maslen Diversión
- Ninjago @– Nuevo Lego Película @– WilFilm/Feelgoodfilm, Dinamarca[la cita necesitada][cita requerida]
- Superbook @– 36 episodios @– CBN
- Dreamkix @– 26 episodios @– Designstorm
- Rollbots @– 26 episodios @– 4 Niños/Amberwood Animación
- 321 Pingüinos @– 26 episodios @– Kubo de NBC/Producciones de Idea Grande
- Una Clase de Mágico @– 26 episodios @– Xilam Animación
- Osos de cuidado – la Serie @– 26 episodios @– CBS/Saludo americano/SD Ent.
- Osos de cuidado: Oopsy  Él! @– Largometraje @– Saludo americano/SD Ent.
- Osos de cuidado: Estrella Glo Aventuras @– Largometraje @– Saludo americano/SD Ent.
- Osos de cuidado @– 6 directos-a-películas de vídeo @– Saludo americano/SD Ent.
- Famoso Cinco: En el Caso – 26 episodios @– Corion de Maratón/de Canal/de Disney
- Eon Niño – 26 episodios @– Warner Hermanos
- Oban Estrella Racers 26 episodios @– Jetix/Disney/Sav Producciones
- Monstruo Buster Club 52 episodios @– Jetix/Toon Disney/Maratón
- Tom y Cuentos de Jerry 78 episodios @– Warner Hermanos
- Tom y Jerry: Un Cuento de Cascanueces @– Directo-a-película de vídeo- Warner Diversión/de Turner de los Hermanos
- La isla de Ensalada de la Fruta de coco Fred @– 26 episodios @– Warner Hermanos
- Goodtimes Cuentos de hada @– Goodtimes Diversión/Jetlag Producciones/Carye Hermanos
- Galaxia de equipo @– 52 episodios @– Animación de Maratón
- Alienígena Racers – 52 episodios @– MGA/SD Diversión
- Él-Hombre y los Maestros del Universo @– 39 episodios @– Mattel/Producciones de Young del Mike
- Nilus El Sandman – 26 episodios @– Historieta & de Amigos de la Delaney Prod./Cambium Producciones & de Vídeo de la película
- Martin Misterio @– 66 episodios @– YTV/Animación de Maratón
- ReBoot – 47 episodios @– ABC/Alianza/Mainframe Diversión
- Hombre de acción @– 26 episodios @– Fox/MGM/SD Ent/Mainframe
- Manera de marca para Noddy @– 100 episodios @– Corion Ent./SD Diversión
- El Libro de Virtudes @– 13 episodios @– PBS/Porchlight Diversión
- Skysurfer Fuerza de huelga @– 26 episodios @– Ruby Spears/Ashi Prod. Co./Bohbot
- Planetas de guerra (Sombra Raiders) @– 40 episodios @– Mainframe Diversión
- Bratz Criaturas (La Película) @– MGA/SD Diversión
- Spiff Y Hércules @– 52 episodio @– TFI/Col.Ima.Canal/de hijo 4 (Reino Unido)/Océano
- Tony Hawk en Sabotaje de Boom del Boom @– Directo-a-vídeo @– Funimation/Mainframe Ent.
- Dragon Ball @– Funimation/Gaviota/Trimark (1995 bautiza)
- Pelota de dragón: Maldición de la Sangre Rubies @– Directo-a-vídeo-Funimation/Trimark
- Max Acero @– 6 directo-a-películas de vídeo @– Mattel/Mainframe Ent.
- Candyland @– Directo-a-película de vídeo @– Hasbro/SD Diversión
- Mi Poco Poney: Un Muy Sitio de Poney)DTV @– Hasbro/SD Diversión
- Mi Poco Poney: Twinkle Aventura de Deseo @– DTV @– Hasbro/SD Diversión
- Mi Poco Poney: VIVO @– DTV @– Hasbro/SD Diversión
- Ruedas calientes: Carretera 35 @– Carrera Mundial @– Mattel/Mainframe Diversión
- Ruedas calientes: AcceleRacers @– Ignition @– Mattel/Mainframe Diversión
- Ruedas calientes: AcceleRacers @– La Velocidad de Silencio @– Mattel/Mainframe Diversión
- Ruedas calientes: AcceleRacers @– Rompiendo Punto @– Mattel/Mainframe Diversión
- Ruedas calientes: AcceleRacers @– La Carrera Definitiva @– Mattel/Mainframe Diversión
- Scary Madrina @– DTV @– Mainframe Diversión
- Lapitch El Poco Zapatero @– Película de Croacia/HaffaDiebold/Pro 7
- Billy el Gato @– 52 episodios, 2 specials @– Diversión de EVA/de Grupo de Océano/NOA/WIC/Siriol Producciones
- Azúcar y Especia @– Fuji Proyecto Ltd/Saban Diversión
- GeoTrax @– "Tren nuevo en Ciudad" @– DTV @– Fisher Precio
- GeoTrax @– "Leyenda de Viejo Enmohecer" @– DTV @– Fisher Precio
- GeoTrax @– "Volando Lección" @– DTV @– Fisher Precio
- Las Aventuras de T-Rex @– 52 episodios @– Gunther/Wahl/Jetlag Producciones
- King Arthur y los Caballeros de Justice @– 26 episodios @– Jetlag Producciones
- El Osado Cuatro @– Largometraje @– Warner Animación/de Múnich de los Hermanos
- Ayuda! Soy un Pez ! @– Largometraje @– Una Animación/de Múnich de la Película
- Jester Caja @– Largometraje @– Warner Animación/de Múnich de los Hermanos